# Parque de las Castillas
Parque de las Castillas es una urbanización del municipio de Torrejón del Rey, en la provincia de Guadalajara (Castilla-La Mancha, España).

## Geografía
Parque de las Castillas se sitúa en el norte de la N-320, una carretera que cruza la Guadalajara de sur a noroeste.
Para llegar en coche desde Madrid hay muchas carreteras, desde pasando por Algete o por Guadalajara hasta yendo por Torrelaguna. Aun así hay dos caminos claramente más cortos, el que atraviesa Ribatejada y Fresno de Torote y el de Algete.

## Población
La urbanización linda al noreste con la Comunidad de Madrid, aunque está en Castilla-La Mancha. La vivienda es notablemente más barata, por eso muchas personas deciden mudarse o pasar allí sus fines de semana o vacaciones, cerca de Madrid.
En Parque de las Castillas, aunque dedicada mayormente al recreo para el fin de semana, sobre todo de ciudadanos del Área Metropolitana de Madrid, en 2021 están censados 2.806 habitantes.

## Distancias
Los pueblos más cercanos son:
- Ribatejada (Comunidad de Madrid) 4 km
- Galápagos (provincia de Guadalajara) 600 m
- El Casar (provincia de Guadalajara) 5 km
- Torrejón del Rey (provincia de Guadalajara) 6 km
- Valdeaveruelo (provincia de Guadalajara) 8 km
- Valdeavero (Comunidad de Madrid) 8 km

Las ciudades y grandes localidades más cercanas son:
- Talamanca de Jarama (Comunidad de Madrid) 15 km
- Torrelaguna (Comunidad de Madrid) 22 km
- Guadalajara (provincia de Guadalajara) 22 km
- Alcalá de Henares (Comunidad de Madrid) 26 km
- Madrid (Comunidad de Madrid) 46 km

- Datos: Q5395432